# Ха-Бокер (газета)

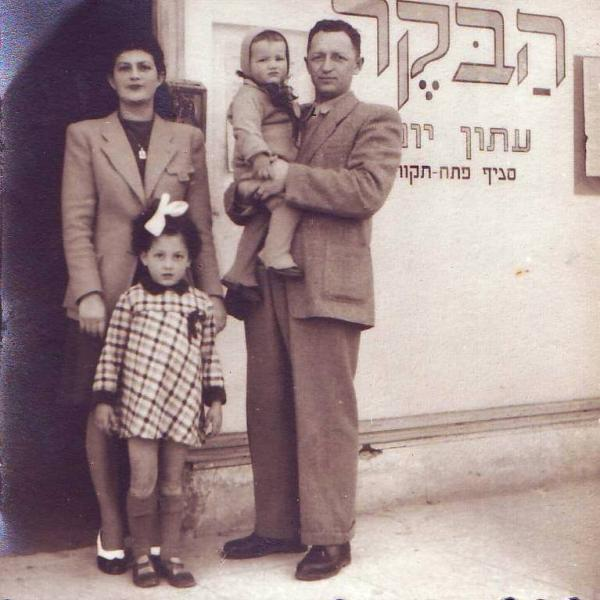
Й. Тамир с семьей у редакции газеты,
Петах-Тиква, 1946 год

«Ха-Бо́кер» (ивр. הבוקר‎ — утро) — газета, выходившая ежедневно на иврите в подмандатной Палестине, а затем — в Израиле с 1936 по 1965 год.
Ассоциировалась с Партией общих сионистов, позднее с Либеральной партией.

## В Палестине
К середине 1930-х гг. в подмандатной Палестине реально существовала только одна газета, выходившая на иврите — «Давар», финансово поддерживаемая лево-ориентированным Хистадрутом. Три остальных: правая «Do’ar Hayom» («Daily Mail»), ревизионистская «Hayarden» («The Jordan») и считавшаяся беспартийной «Ха-Арец», боролись за своё существование. В это же время в Палестину с массовой волной алии прибыло много репатриантов из Германии, поддерживавших либеральную политическую линию «Общих сионистов»-«Б» и так называемых «гражданских кругов» во главе с мэром Тель-Авива Меиром Дизенгофом и его заместителем Исраэлем Рокахом. Поводом для создания газета «ха-Бокер» стали муниципальные выборы в Тель-Авиве, проходившие в конце 1935 года. 11 октября этого года вышел первый её номер.
Первым редактором «ха-Бокер» стал Самуэль Перл (Перельман), известный критик и переводчик, но вскоре после создания газеты, он подал в отставку и вернулся к литературной деятельности. Причиной этого стали серьёзные финансовые проблемы, с которыми столкнулась новая газета в условиях жёсткой конкуренции за читателей ишува, чьё население составляло тогда около 350 000 евреев. Соредакторами стали талантливый поэт и редактор Йосеф Хефтман — ветеран сионистского движения в Польше и Палестине, и Перец Бернштейн — бывший лидер сионистского движения в Германии и Нидерландах, ставший в последующем депутатом Кнессета и одним из тех, кто в 1948 году подписал Декларацию независимости Израиля. Берштейн продолжал руководить газетой до 1946 года, Хефтман — до его смерти в 1955 году.
Среди журналистов газеты были Йосеф Тамир — журналист, работавший в разные периоды времени в газетах «Гаарец», «Palestine Post», «Едиот Ахронот» и «Маарив», будущий генеральный секретарь «Общих сионистов» и депутат Кнессета и Герцль Розенблюм (Варди), также подписавший в 1948 году Декларацию независимости Израиля.

## После образования государства Израиль
Максимальный тираж в 13 500 экземпляров был достигнут газетой «ха-Бокер» в 1950 году, к 1965 году он составлял 4000—4500 экземпляров.
В том же году, после слияния Либеральной партии (чьей частью «Общие сионисты» стали в 1961 году) и блока «Херут», «ха-Бокер» также была объединена с газетой «Херута» под новым названием «ха-Йом» (ивр. היום‎ — сегодня), но и новая газета прекратила своё существование четырьмя годами позже.